# Sant Salvador de Tarroja de Segarra
Sant Salvador de Tarroja de Segarra és una església de Tarroja de Segarra (Segarra) inclosa a l'Inventari del Patrimoni Arquitectònic de Catalunya.

## Descripció
Aquesta església és el resultat de la suma de diversos moments constructius que s'estenen des del segle xiv fins a finals del segle xvii.
La façana principal pot admirar-se des de la plaça de l'Església i ens presenta una gran portada d'accés barroca i un campanar quadrangular al sud-oest. Està dividida en tres cossos verticals per mitjà d'unes bandes de carreus regulars que recorren tota la façana; els dos cossos laterals són simètrics i el central és més gran i majestuós. Al centre de la façana una gran portada barroca amb un arc de mig punt dovellat, flanquejat per columnes que sustenten un entaulament. En aquest entaulament, una fornícula semicircular amb una imatge gòtica de sant Salvador i un petit frontó triangular, damunt de la qual hi ha una rosassa amb motllura. L'edifici està coronat per un gran frontó triangular i en els extrems d'aquest unes boles donen verticalitat a l'edifici. Els cossos laterals, en canvi, es coronen amb unes línies corbes que donen ritme a la façana.
Recolzat en el mur sud de la façana principal, apareix un cos que forma part de l'església primitiva, d'on arrenca el campanar, que és una torre quadrangular dividida en dos cossos verticals amb quatre finestres de mig punt i un balustre de pedra.
L'interior de l'església presenta una nau única de tres trams amb volta de llunetes, una gran cúpula que s'obre en el mig del creuer amb la representació policromada dels quatre evangelistes, un presbiteri semicircular cobert per una gran petxina amb un frontó barroc i un cor.
Presenta també tres capelles laterals a cada banda: les més pròximes al presbiteri amb volta de racó de claustre, les del centre amb volta de d'aresta (S) i una cúpula (N) i les altres amb volta d'aresta.
És una construcció de grans dimensions realitzada amb filades de grans carreus de pedra regulars.

## Història
La parròquia de Sant Salvador de Tarroja no és esmentada fins al segle xii. La primera referència directa és de l'any 1176, en què Pere, capellà de Tarroja, es lliurà amb tots els seus béns a l'església de Sant Salvador de Tarroja i es comprometé a no abandonar-la si no tenia el permís del bisbe Arnau d'Urgell.
Un document de dos anys més tard informa de la influència de la família Torroja sobre la parròquia. El 1178 el bisbe Arnau de Preixens i els canonges d'Urgell van concedir, entre altres coses, a Ramon de Torroja i a la seva muller Gaia que si algun dels seus fills es feia clergue posseís les primícies de les capellanies d'Aguilella, Tarroja i l'Aguda mentre visqués. L'any 1279 l'església de "Taroya" pagava 40 sous en concepte de dècima per a les croades.
La parròquia de Tarroja surt documentada també en la relació d'esglésies del bisbat d'Urgell que van satisfer la dècima de l'any 1391.
El primer rector del qual se'n té notícia és "Berengarius de Podionovo", el qual regia l'església l'any 1462. L'any 1759 va obtenir aquest càrrec el Dr. Vilamajor, nadiu de Bellpuig, després d'haver estat algun temps catedràtic a la Universitat de Cervera. Deixà l'església de Tarroja per anar a ocupar la Canongia Magistral de Vic, que havia guanyat l'any 1768. Fou home de gran erudició i remarcable eloqüència. Durant la seva estada a Tarroja es va edificar la major part de l'església actual.
L'edifici modern fou construït a la segona meitat del segle xviii amb l'ajut especial de les cases Capell i Tella i la col·laboració d'alguns veïns del poble. La consagració va tenir lloc l'any 1795, sent rector mossèn Miquel Garriga. La capella de la Puríssima Concepció es va construir més tard, amb l'aportació de Cal Tella.
Durant els últims anys del segle passat fou rector de Tarroja mossèn Bonaventura Mata, segons el qual els documents més antics que es conservaven a l'arxiu parroquial eren de mitjan segle XV; els llibres sacramentals, baptismals i de confirmacions començaven l'any 1552 i els de testaments el 1462; els pergamins corresponien al segle xvi. Tot aquest fons documental va desaparèixer durant la guerra civil espanyola de 1936-1939.